# 布瓦耶 (卢瓦尔省)
布瓦耶（法語：Boyer，法語發音：[bwaje]）是法国卢瓦尔省的一个市镇，位于该省北部，属于罗阿讷区。

## 地理
布瓦耶（46°5'51"N, 4°12'34"E）面积5.18 平方千米，位于法国奥弗涅-罗讷-阿尔卑斯大区卢瓦尔省，该省份为法国中南部省份，北起顺时针与索恩-卢瓦尔省、罗讷省、伊泽尔省、阿尔代什省、上盧瓦爾省、多姆山省和阿列省接壤。
与布瓦耶接壤的市镇（或旧市镇、城区）包括：圣伊莱尔苏沙尔略、库图夫尔、雅尔诺斯、楠达。
布瓦耶的时区为UTC+01:00、UTC+02:00（夏令时）。

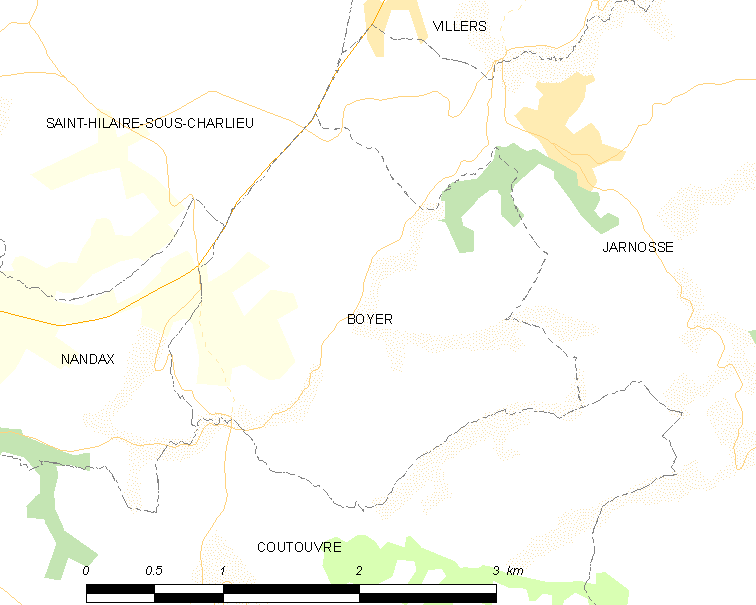
布瓦耶的OSM定位图

## 行政
布瓦耶的邮政编码为42460，INSEE市镇编码为42025。

## 政治
布瓦耶所属的省级选区为沙尔略县。

## 交通
卢瓦尔省省道D39线经过境内。

## 人口

1962-2008年间布瓦耶人口变化图示

布瓦耶于2022年1月1日时的人口数量为196人。